# Caenocryptus rufiventris
Caenocryptus rufiventris är en stekelart som först beskrevs av Johann Ludwig Christian Gravenhorst 1829.  Caenocryptus rufiventris ingår i släktet Caenocryptus och familjen brokparasitsteklar. Arten är reproducerande i Sverige. Utöver nominatformen finns också underarten C. r. impunctatus.